# Stanisław Napierała
Stanisław Napierała (ur. 23 grudnia 1936 w Kalwach) – polski duchowny rzymskokatolicki, doktor habilitowany nauk teologicznych, rektor Arcybiskupiego Seminarium Duchownego w Poznaniu w latach 1979–1982, biskup pomocniczy poznański w latach 1980–1992, biskup diecezjalny kaliski w latach 1992–2012, od 2012 biskup senior diecezji kaliskiej.

## Życiorys
Urodził się 23 grudnia 1936 w Kalwach w rodzinie Stanisława i Marii z domu Moskalik. Ukończył Niższe Seminarium Duchowne Archidiecezji Poznańskiej w Wolsztynie. Egzamin dojrzałości zdał eksternistycznie w Poznaniu w 1957. W latach 1955–1961 studiował w Arcybiskupim Seminarium Duchownym w Poznaniu. Święceń prezbiteratu udzielił mu 27 maja 1961 arcybiskup metropolita poznański Antoni Baraniak. Inkardynowany został do archidiecezji poznańskiej. W latach 1963–1968 odbył studia specjalistyczne w Rzymie. W latach 1963–1965 studiował teologię dogmatyczną na Papieskim Uniwersytecie Gregoriańskim, gdzie uzyskał licencjat, następnie w latach 1965–1968 studiował teologię dogmatyczną orientalną w Papieskim Instytucie Studiów Orientalnych, gdzie na podstawie dysertacji De Christi Ecclesia eiusque visibili capite magna controversia. Indagatio theologica in Vladimiri Solov’ev conceptum unionis ecclesiasticae uzyskał stopień doktora. Pracę doktorską nostryfikował w 1969 w Akademii Teologii Katolickiej w Warszawie. W 1981 na podstawie rozprawy Pojęcie Kościoła partykularnego w dokumentach i aktach Soboru Watykańskiego II uzyskał habilitację na Papieskim Wydziale Teologicznym w Krakowie.
Był sekretarzem arcybiskupów poznańskich: w latach 1969–1977 Antoniego Baraniaka, następnie w latach 1978–1979 Jerzego Stroby.
W latach 1969–1992 wykładał teologię dogmatyczną na Papieskim Wydziale Teologicznym w Poznaniu. Ponadto prowadził wykłady zlecone z teologii orientalnej w roku akademickim 1969/1970 w Akademii Teologii Katolickiej w Warszawie, zaś w latach 1973–1977 w Punkcie Konsultacyjnym Akademii Teologii Katolickiej w Gorzowie Wielkopolskim. W latach 1998–2003 zajmował stanowisko profesora nadzwyczajnego na Uniwersytecie im. Adama Mickiewicza w Poznaniu, gdzie na Wydziale Teologicznym prowadził wykłady z ekumenizmu i teologii orientalnej. W latach 1979–1982 piastował urząd rektora Arcybiskupiego Seminarium Duchownego w Poznaniu.
25 sierpnia 1980 papież Jan Paweł II mianował go biskupem pomocniczym archidiecezji poznańskiej i biskupem tytularnym San Leone. Święcenia biskupie otrzymał 5 października 1980. Głównym konsekratorem był Jerzy Stroba, arcybiskup metropolita poznański, a współkonsekratorami biskupi pomocniczy poznańscy Tadeusz Etter i Marian Przykucki. Jako swoje zawołanie biskupie przyjął słowa „Ut vitam habeant” (Aby mieli życie). W archidiecezji poznańskiej zajmował stanowisko wikariusza generalnego.
25 marca 1992 Jan Paweł II ustanowił go biskupem diecezjalnym nowo powstałej diecezji kaliskiej. Ingres do katedry w Kaliszu odbył 12 kwietnia 1992. 21 lipca 2012 papież Benedykt XVI przyjął jego rezygnację ze sprawowanego urzędu. Od tego dnia do momentu objęcia urzędu przez jego następcę 12 września 2012 pełnił funkcję administratora apostolskiego diecezji.
W ramach prac Konferencji Episkopatu Polski sprawował funkcję sekretarza Krajowego Komitetu Roku Świętego (1973–1975) oraz sekretarza Komisji Episkopatu do Spraw Realizacji Uchwał Soboru Watykańskiego II. Był także z ramienia Episkopatu współorganizatorem II Krajowego Kongresu Eucharystycznego w Polsce w 1987. Ponadto zasiadał w komisjach ds. Ekumenizmu, ds. Seminariów Duchownych i ds. Apostolstwa Świeckich. Został też członkiem Komisji do Spraw Wychowania Katolickiego, Rady Naukowej, a także asystentem do spraw szkół katolickich w Polsce.
Był współkonsekratorem podczas sakr biskupów pomocniczych poznańskich Zdzisława Fortuniaka (1982) i Grzegorza Balcerka (1999), a także biskupa pomocniczego kaliskiego Teofila Wilskiego (1995).
W 2020 zarzucono mu w mediach, że w czasie gdy zarządzał diecezją kaliską nie wszczął postępowań kanonicznych wobec dwóch podległych mu duchownych w sprawach dotyczących seksualnego wykorzystania małoletnich pomimo powiadomienia go o oskarżeniach (w jednym przypadku ksiądz został prawomocnie skazany przez sąd w postępowaniu karnym). Dziennikarze opisujący te sprawy skierowali do metropolity poznańskiego i Nuncjatury Apostolskiej w Polsce, w oparciu o motu proprio Vos estis lux mundi, zawiadomienia o jego zaniechaniach. Postępowanie prowadził arcybiskup metropolita poznański Stanisław Gądecki. W wyniku dochodzenia w 2021 orzeczono, że w jednym przypadku hierarcha nie dopełnił swoich obowiązków w niezamierzony sposób, w związku z czym Stolica Apostolska poleciła zasugerować mu wpłacenie darowizny na rzecz Fundacji św. Józefa, a także nieuczestniczenie w publicznych celebracjach i wydarzeniach.

## Odznaczenia i wyróżnienia
W 2004 nadano mu honorowe obywatelstwo Kalisza. W 2012 otrzymał Medal za Zasługi dla Ziemi Skalmierzyckiej przyznany przez Radę Gminy i Miasta Nowe Skalmierzyce.
W 2016 został wyróżniony statuetką Złotego Hipolita wraz z godnością Wybitnej Osobistości Pracy Organicznej przez Towarzystwo im. Hipolita Cegielskiego.